# Увельки
Уве́льки — посёлок в Туринском городском округе Свердловской области, России.

## Географическое положение
Посёлок Увельки Туринского района расположен в 29 километрах к юго-юго-востоку от города Туринска (по автотрассе — 34 километра), в лесной местности, на правом берегу реки Тура, между озером Увельское и автодорогой Туринск — Туринская Слобода.

## История
Согласно решению Свердловского Облисполкома от 25.04.1990 №141 вновь возникший населенный пункт на территории Липовского сельсовета Туринского района зарегистрирован и включён в учётные данные. В Президиум Верховного Совета РСФСР направлена просьба присвоить вновь возникшему населенному пункту наименование «пос.Увельки».

## Население
| 2002 | 2010 | 2021 |
| ---- | ---- | ---- |
| 39   | ↗42  | ↘27  |